# Adetomeris erythrea
Adetomeris erythrea är en fjärilsart som beskrevs av Philippi 1859. Adetomeris erythrea ingår i släktet Adetomeris och familjen påfågelsspinnare. Inga underarter finns listade i Catalogue of Life.